# Symbionese Liberation Army

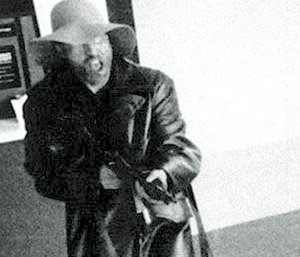
Uzbrojony Donald DeFreeze

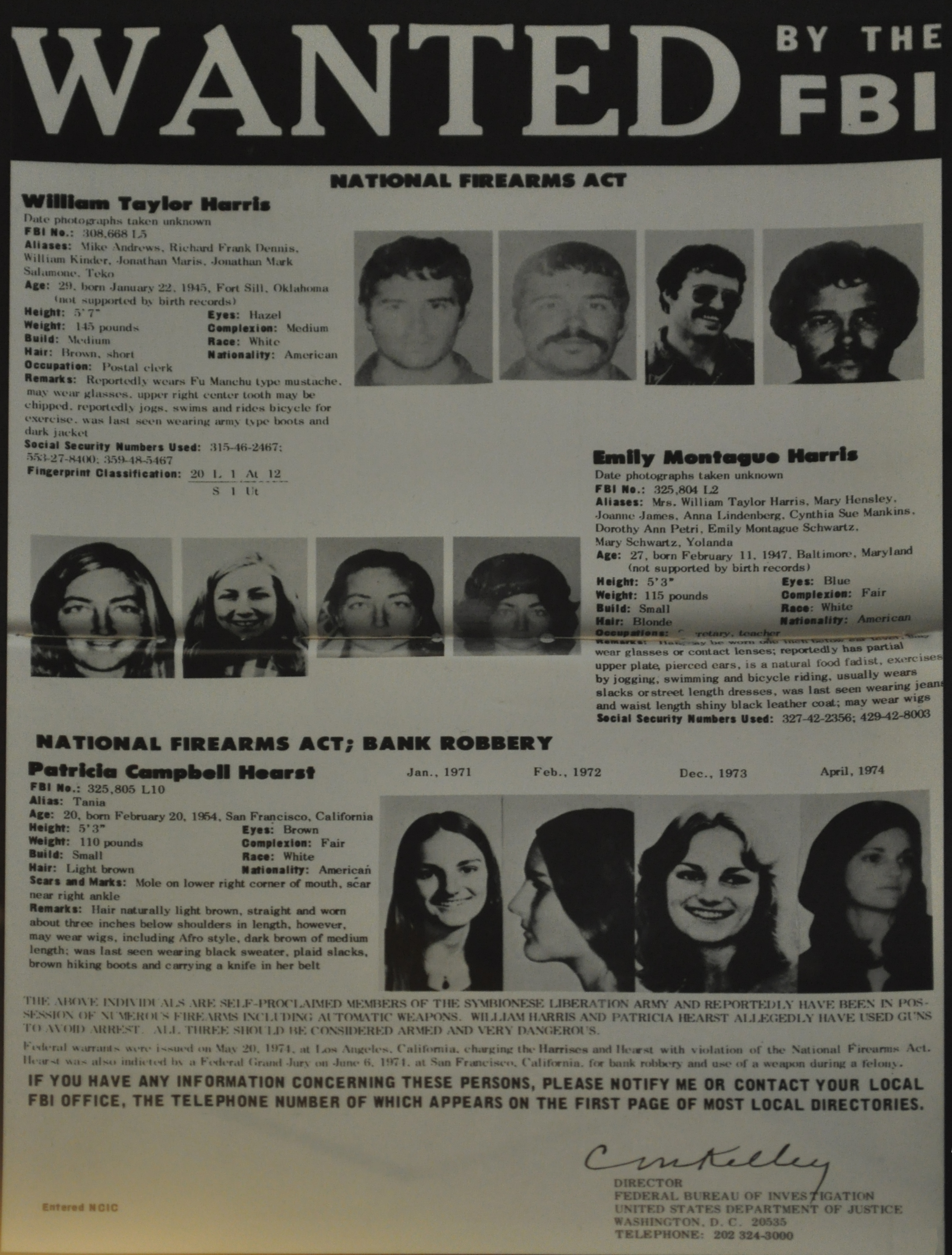
List gończy za członkami SLA. Wśród poszukiwanych znajduje się Patricia Hearst

Symbioniczna Armia Wyzwolenia (ang. Symbionese Liberation Army) – amerykańska lewicowa organizacja terrorystyczna.

## Historia
Założona w 1973 roku w Kalifornii. W tym samym roku jej działacze zabili dyrektora szkoły Marcusa Fostera z Oakland. Morderstwo wstrząsnęło amerykańską opinią publiczną. Zabójstwo potępione zostało także przez inne lewicowe ugrupowania rewolucyjne. W lutym 1974 roku terroryści porwali Patricię Hearst będącą dziedziczką fortuny magnata prasowego Williama Randolpha Hearsta. Terroryści wyłudzili od Williama Randolpha Hearsta dwa miliony dolarów okupu. Pieniądze przeznaczone zostały w całości na zakup jedzenia dla ubogich. Po wpłaceniu okupu Patricia Hearst nie została zwolniona przez SLA. Zamiast tego sama wstąpiła do SLA. W kwietniu 1974 roku Patricia Hearst wraz z innymi bojownikami wzięła udział w napadzie na bank. W maju 1974 roku członkowie grupy wdali się w strzelaninę z policją w Los Angeles. W wymianie ognia śmierć poniosło sześciu radykałów.
W lutym 1975 roku bojownicy okradli bank w Sacramento a w kwietniu tego samego roku bank w Carmichael. W Carmichael napastnicy zastrzelili jednego z klientów banku. Do końca roku SLA została rozbita. Bojownicy zostali zabici, aresztowani lub ukryli się. Ostatnim członkiem SLA, który ukrywał się przed organami ścigania, była Sara Jane Olson. Była ona sprawczynią zamachu bombowego na radiowóz policji w kwietniu 1975 roku. Została schwytana w 1999 roku.
Założycielem i liderem SLA był Donald DeFreeze ukrywający się pod pseudonimem „General Field Marshal Cinque Mtume“. DeFreeze zginął w strzelaninie z policją w maju 1974 roku. Inni ważni członkowie: William Harris, Nancy Ling Perry, Patricia Soltysik, William Wolfe. Emblematem SLA była siedmiogłowa kobra.

## Ideologia
Była formacją rewolucyjno-marksistowską.

## Literatura dodatkowa
- Jacek Bukowski, Patty czy Tania. Historia Patrycji Hearst, Warszawa 1977. Brak numerów stron w książce